# Galea monasteriensis
El cuis boliviano o cuy de dientes amarillos boliviano (Galea monasteriensis) es una especie de roedor de la familia Caviidae. A diferencia de otras especies del género Galea, es monógama. Los grupos familiares consisten en una pareja reproductora y sus crías inmaduras. Muestran un gran instinto paternal de protección con su progenie.
Es endémica de la provincia de Cochabamba en Bolivia. Roedor de las zonas andinas bolivianas, que habita en bosques y selva. Descubierto en 2004 en la Westfälischen Wilhelms-Universität en Münster, Alemania. Tras análisis genéticos se diferenció como especie. Está calificada como especie en peligro.